# Antécime
Cet article court présente un sujet plus développé dans : Montagne.

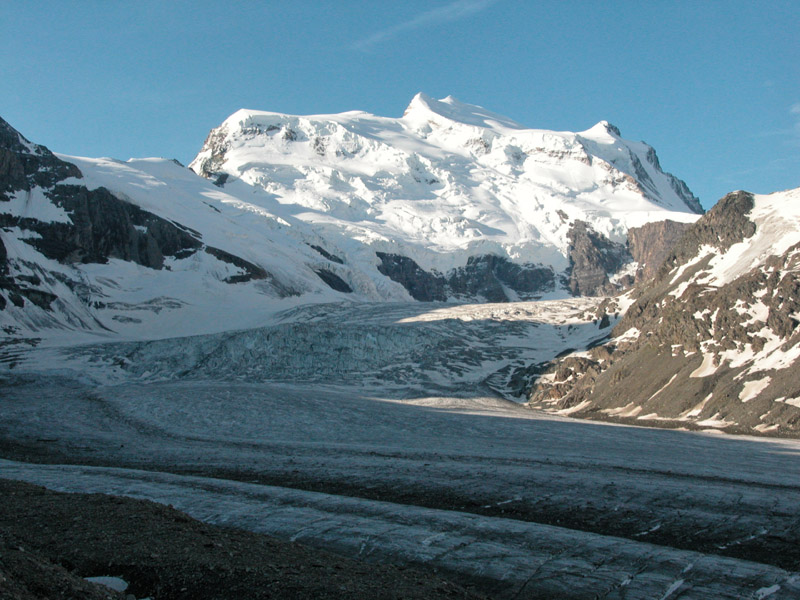
Vue depuis le nord du Grand Combin dominant le glacier de Corbassière en Suisse avec le sommet principal, le Combin de Grafeneire à 4314 mètres d'altitude au centre, entouré de deux de ses nombreuses antécimes : le Combin du Valsorey à 4186 mètres d'altitude à droite et le Combin de la Tsessette à 4135 mètres d'altitude à gauche.

Une antécime est un sommet montagneux secondaire situé sous un sommet principal, sur l'un de ses flancs ou de ses crêtes, à une altitude plus basse. Elle peut constituer une étape dans l'ascension du sommet principal comme c'est le cas de l'arête des Bosses sur la voie normale du mont Blanc.